# Tvärstjärtad bulbyl
Tvärstjärtad bulbyl (Hypsipetes ganeesa) är en fågel i familjen bulbyler som tidigare behandlades som en del av svartbulbylen.

## Utseende
Tvärtstjärtad bulbyl är en stor (21–24 cm) och ljudlig medlem av familjen. Fjäderdräken är svartaktig, näbb och fötter röda och på huvudet syns en kort tofs. Den är mycket lik svartbulbylen, som den tidigare behandlades som en del av, men är mörkare brungrå, har kortare tofs, tvärt avskuren (ej kluven) stjärt och saknar svart mustaschstreck.

## Utbredning och systematik
Tvärstjärtad bulbyl delas upp i två distinkta underarter med följande utbredning:
- Hypsipetes ganeesa ganeesa – förekommer i sydvästra Indien
- Hypsipetes ganeesa humii – förekommer på Sri Lanka

Tidigare betraktades den som en underart till svartbulbyl (H. leucocephalus) och vissa gör det fortfarande.

## Status och hot
Arten har ett stort utbredningsområde och en stor population med stabil utveckling. Utifrån dessa kriterier kategoriserar IUCN arten som livskraftig (LC). Världspopulationen har inte uppskattats, men den beskrivs som vanlig.